# Irmela Maier
Irmela Maier (* 27. Mai 1956 in Bad Waldsee) ist eine deutsche Künstlerin.

## Leben
Maier machte ihr Abitur in Ravensburg, studierte von 1976 bis 1982 an der Staatlichen Akademie der Bildenden Künste Stuttgart bei Dieter Groß und erreichte den Abschluss Kunsterzieher.
Es folgten einjährige Studienaufenthalte an der Académie des Beaux-Arts in Paris (1980–1981) und dem Central Saint Martins College of Art and Design in London (1985–1986). Seit 1988 hat sie ihr Atelier in der Ateliergemeinschaft Wilhelmshöhe Ettlingen.
Irmela Maier verwendet in ihren Skulpturen und Plastiken neben den klassischen Materialien Ton, Gips und Holz auch Abfallmaterial und Fundstücke wie Kronkorken. Kupferdrähte oder Kunststoffe. Ihre Modelle sind bevorzugt Tiere, die sie im Zoo beobachtet, zeichnet und fotografiert. Das Ergebnis aus dem provisorisch wirkenden Materialeinsatz und der genauen Beobachtung sind verblüffend realistisch und lebendig wirkende Skulpturen.
Die Mutter von zwei Kindern lebt in Ettlingen. Sie ist die Tochter von Irmela Hochstetter-Maier, die als Lehrerin und Kunsterzieherin in Ettlingen wirkte.

## Ausstellungen

### Einzelausstellungen
- 2006 Lebenszeichen – Galerie Albstadt, Albstadt
- 2007 Lebenszeichen – Stadtgalerie im Stadtmuseum Deggendorf, Deggendorf
- 2013 Affentheater – Kornhaus Bad Waldsee[3]

### Gruppenausstellungen (Auswahl)
- 1991 – Kornhausgalerie Weingarten
- 1993 – Kunstverein Tuttlingen
- 1996 – Gullivers Reisen, Württembergischer Kunstverein Stuttgart[4]
- 2001 – Plastiken und Zeichnungen, Kreissparkasse Ravensburg
- 2002 – Erinnern, Alte Schranne, Kunstverein Nördlingen[5]
- 2005 – Künstler laden Künstler ein, Irmela Maier, Plastik, Silvia Schmidt, Malerei, E-Werk Freiburg
- 2008 – Bodo Kraft – Malerei, Irmela Maier – Plastiken, Städtisches Museum Engen[6]
- 2009 – Tierisch gut! Irmela Maier und Thomas Putze, Staatliche Kunsthalle Karlsruhe[7]
- 2009 – Affenbilder – Primaten in der zeitgenössischen Kunst, Kunsthaus Désirée, Hochstadt (Pfalz)[8]
- 2011 – Ingrid Eberspächer und Irmela Maier – Messerschnitte und Skulpturen, Galerie Kränzl, Gaienhofen-Horn[2]
- 2013 – Dialog – Trialog: Künstlerbund Baden-Württemberg im Museum Biedermann, Museum Biedermann (ab 2015 Museum Art.Plus), Donaueschingen[1]
- 2014 – Gundula Bleckmann und Irmela Maier, Galerie Knecht und Burster, Karlsruhe[9]
- 2015 – Irmela Maier and Xianwei Zhu – Galerie Tobias Schrade, Ulm[10][11]
- 2016 – Weibsbilder ´16 – Galerie Klose, Essen[12]
- 2023 - Irmela Maier - anima animalium Galerie Alfred Knecht Karlsruhe

## Preise
- Oberschwäbischer Kunstpreis, Förderpreis, 1981[13]
- Kunstpreis der VR-Bank Aalen[14]

## Veröffentlichungen
- Dietrich Mendt: Unter der Stehlampe. Märchen. Illustrationen von Irmela Maier. Radius, Stuttgart 1982, ISBN 3-87173-617-1.
- Klaus-Peter Hertzsch: Daniel und die Löwen in der Grube: eine biblische Ballade. Illustrationen von Irmela Maier. Radius, Stuttgart 1981, ISBN 3-87173-602-3.
- Irmela Maier. Anlässlich der Ausstellung Irmela Maier Plastische Arbeiten und Zeichnungen, 16.6.2000 – 16.7.2000, Wilhelmshöhe Ettlingen, Engelhardt und Bauer, Karlsruhe 2000, ISBN 3-925521-70-4.
- Irmela Maier, Lebenszeichen. Katalog zu den Ausstellungen Irmela Maier – Lebenszeichen, Galerie Albstadt, Städtische Kunstsammlungen vom 22. Oktober 2006 bis 25. Februar 2007 und Stadtgalerie im Stadtmuseum Deggendorf ab April 2007, Galerie Albstadt und Stadtgalerie im Stadtmuseum Deggendorf, 2006, ISBN 3-937295-61-5.

## Mitgliedschaften
- Künstlersonderbund in Deutschland
- Künstlerbund Baden-Württemberg